# 동해 김진사 고택
동해 김진사 고택(東海 金進士 古宅)은 대한민국 강원특별자치도 동해시 지가동에 있는 고택이다. 1985년 1월 17일 강원특별자치도의 유형문화재 제83호 동해 김형기 가옥(東海 金炯祺 家屋)으로 지정되었다가, 2018년 8월 10일 현재의 명칭으로 변경되었다.

## 개요
오래된 소나무 숲 앞쪽에 자리하고 있는 이 집은 김형기씨의 11대조부터 살기 시작한 곳으로 조선 영조 2년(1726)에 지었으며, 그 후 많은 수리를 거쳤고 1922년에도 보수를 하였다. 행랑과 대문으로 구성된 별채는 후대에 지은 것으로 보인다.
안채와 사랑채는 ㅁ자형의 배치를 하고 있다.
앞면 4칸·옆면 2칸의 안채는 겹집의 형태이다. 가운데에 있는 대청을 중심으로 양쪽에 2개씩 방이 있으며, 대청 뒤쪽으로 1칸씩을 나누어 제실과 마루방을 두었다. 대청의 중앙 앞면 기둥만 원기둥으로 처리한 것이 매우 특이하다. 대청의 천장은 목재가 다 드러나는 연등천장인데 우람한 대들보가 주목되며, 천장의 부재를 이어만든 간이 수납공간이 지혜롭다.
안채와 사랑채는 부엌으로 연결되며, 사랑채는 마당쪽으로 ㄴ자형의 툇마루를 놓아 출입과 통로의 역할을 하고 있다. 안마당을 향한 부엌벽에는 두등불이 있었던 공간이 있어서, 강원도 산간 지방의 서민적 생활을 위한 설비들이 있었음을 알 수 있다. 또한 아랫방 앞쪽에 T자형 담이 있어 남·녀의 생활공간을 명확히 구분하고 있다.

## 참고 문헌
- 동해 김진사 고택 - 국가유산청 국가유산포털